# Censorat
Le censorat (chinois simplifié : 御史台 ; chinois traditionnel : 御史臺 ; pinyin : yùshǐtái, puis 都察院, dūcháyuàn) était l'agence de surveillance impériale en Chine ancienne et médiévale. Le censorat est d'abord instauré par la Dynastie Qin (-207 - 220), et réapparaît fréquemment. Son service d'information avait pour rôle de rapporter à l'empereur les nouvelles importantes de l'Empire, et de contrôler les fonctionnaires.
Durant la Dynastie Ming (1368-1644), le censorat était une branche de la bureaucratie centrale, en parallèle des Six Ministères et des Cinq commissions militaires et était directement responsable devant l'empereur. Le censorat était « les yeux et les oreilles » de l'empereur et contrôlait les administrateurs de tous niveaux afin de combattre la corruption et les abus. Il est fait mention tout à la fois d'honnêtes censeurs dénonçant de larges systèmes de corruption, tout comme des cas de censeurs profitant de leur situation pour marchander leur silence. Dans le cas général, ils étaient craints et détestés. Ils étaient donc en déplacement permanent à travers l'Empire, à la fois pour faciliter leur travail, et pour éviter les pressions diverses (propositions de corruption, ou menaces).